# Bahla Club
Der Bahla Club (arabisch نادي بهلا, DMG Nādī Bahlā) ist ein omanischer Sportklub mit Sitz in der Stadt Bahla innerhalb des Gouvernements ad-Dachiliyya. Die Fußball-Mannschaft spielt seit der Saison 2018/19 in der ersten Liga des Landes, der Oman Professional League. Bereits von der Saison 2004/05 bis 2007/08 spielte die Mannschaft in dieser Spielklasse.

## Geschichte der Fußballer

### Anfänge und erste Zeit in der ersten Liga
Die Mannschaft taucht in den Aufzeichnungen von Wettbewerben erstmals beim Oman Cup der Saison 1997/98 auf, bei welchem das Team die 4. Runde erreichte. In der Spielzeit 1998/99 platzierte sich die Mannschaft mit 29 Punkten auf dem zweiten Platz ihrer Gruppe 2 innerhalb der dritten Liga des Landes und qualifizierte sich damit für die Playoffs um den Aufstieg. Mit zwei Punkten verpasste man diesen. In der Saison 2002/03 erreichte man das Viertelfinale des Oman Cups. Nach gescheiterten Anläufen gelang es dem Klub zur Saison 2004/05 in die Oman Professional League, der höchsten Spielklasse des Landes, aufzusteigen. Dort platziert man sich in den ersten Jahren im unteren Mittelfeld. In der Runde 2007/08 stieg der Klub ab.

### Absturz und Wiederaufstiege
In der zweiten Liga, gewinnt das Team seine Gruppe, jedoch stieg man scheinbar aufgrund der geringeren Punktzahl im Vergleich mit den beiden anderen Gruppengewinnern nicht direkt auf. In der Spielzeit 2012/13 stieg man mit 25 Punkten über den 13. Platz auch aus der zweitklassigen First Division ab. Zur Runde 2015/16 gelang die Rückkehr in die First Division. Zum Ende der Saison 2018/19 gelang über die Teilnahme an der Aufstiegsrunde auch die Rückkehr in die erstklassige Professional League, wo man heute noch spielt.

## Stadion
Der Verein trägt seine Heimspiele im Nizwa Sports Complex in Nizwa aus. Das Stadion hat ein Fassungsvermögen von 10.000 Personen.